# Vein
Vein è un album di remix di Foetus, pubblicato nel 2007 dalla Ectopic Ents/Birdman Records.

## Il disco
Contiene remix di brani originariamente pubblicati nell'album Love, oltre a una b-side tratta dall'EP (not adam).
Nel disco è inoltre presente un videoclip animato del brano Time Marches On creato da Sam Sohlberg

## Tracce
Testi e musiche di J. G. Thirlwell
1. "Pareidolia (Remix by Fennesz)" – 4:55
2. "How to Vibrate (Remix by Mike Patton)" – 4:17
3. "Mon Agonie Douce (Remix by J. G. Thirlwell)" – 6:16
4. "L'Overture (Remix by Jay Wasco)" – 3:58
5. "Don't Want Me Anymore (Remix by Tujiko Noriko)" – 5:00
6. "Not Adam (Remix by Jason Forrest)" – 4:04
7. "Thrush (Remix by TRZTN of Services)" – 4:30
8. "Aladdin Reverse (Remix by Tweaker)" – 6:22
9. "Not in Yr Hands (Remix by Matmos)" – 4:46
10. "Corrodia Gravis (Remix by Tom Recchion)" – 6:17

## Formazione
- J. G. Thirlwell – Artwork, composizioni originali
- Heung-heung Chin – direttore artistico
- Fred Kevorkian – mastering
- Remixers – AReinterpretazioni aggiuntive e produzioni